# Pargana
Mit dem Begriff Pargana aus der persischen Hof- und Verwaltungssprache, der letztlich aber aus einer Sanskrit-Wurzel stammt (skt. pra-√gaṇ „rechnen, berechnen“, Hindi परगना parganā, Urdu پرگنہ) wurde schon vor der muslimischen Eroberung des Landes, vor allem aber in der Zeit des Sultanats von Delhi, im Mogulreich, unter den hinduistischen Marathen und den muslimischen Dekkan-Fürstentümern sowie in der Anfangszeit der britischen Kolonialherrschaft ein Verwaltungsgebiet bezeichnet, das vorrangig der Steuereintreibung diente. Ein durchschnittliches pargana schloss ein zusammenhängendes Gebiet von 20-100 Dörfern von der Größe einer Baronie ein.

## Geschichte
Im Mogulreich umfasste ein Pargana mehrere kleinere Verwaltungseinheiten (mouzas oder tarafs). Es war jedoch deutlich kleiner als eine Provinz (subah) oder ein Distrikt (sarkār).
Nachdem die Briten in der Frühphase ihrer Machtübernahme in Indien das Pargana-System beibehalten hatten, wurde es im Verlauf ihrer Herrschaft weitgehend durch das Zamindar-System abgelöst. In der Praxis lebte das Pargana-System jedoch in vielfältiger Form weiter (z. B. in einigen Fürstenstaaten oder im privaten Schriftverkehr).
Nach der Unabhängigkeit Indiens (1947) existiert das Wort Pargana in den Namen der bengalischen Distrikte Uttar 24 Pargana und Dakshin 24 Pargana weiter.

## Nachweise
1. ↑  Monier-Williams, Sanskrit-English Dictionary (1899, ND 1976), S. 655
2. ↑  Hobson-Jobson, S. 696; C.C. Davies in Encyclopaedia of Islam (EI), Bd. 8 (1993), Sp. 271–272
3. ↑  Stewart Gordon: The Marathas 1600-1800 (1993), S.XIV
4. ↑  John T. Platts, A Dictionary of Urdu (5. Aufl. 1930, ND 1982), S. 252